# Банные Пруды
Банные Пруды — река, левый приток Битюга, протекает по территории Токарёвского района Тамбовской области в России. Длина реки — 11 км, площадь водосборного бассейна — 34,1 км².

## Описание
Река начинается около Красной Поляны к юго-востоку от деревни Воронцовские Отруба. Генеральным направлением течения является север. Около деревни Абакумовка впадает в Битюг на высоте 142,5 м над уровнем моря.

## Данные водного реестра
По данным государственного водного реестра России относится к Донскому бассейновому округу, водохозяйственный участок реки — Битюг, речной подбассейн реки — бассейны притоков Дона до впадения Хопра. Речной бассейн реки — Дон (российская часть бассейна).
Код объекта в государственном водном реестре — 05010100912107000003798.